# Liste der Biografien/Foc
Liste der Biografien |
Portal Biografien |
Personensuche
# |
A |
B |
C |
D |
E |
F |
G |
H |
I |
J |
K |
L |
M |
N |
O |
P |
Q |
R |
S |
T |
U |
V |
W |
X |
Y |
Z |
?
 
Fa |
Fe |
Ff |
Fh |
Fi |
Fj |
Fk |
Fl |
Fm |
Fn |
Fo |
Fr |
Ft |
Fu |
Fy
 
Foa |
Fob |
Foc |
Fod |
Foe |
Fof |
Fog |
Foh |
Foi |
Foj |
Fok |
Fol |
Fom |
Fon |
Foo |
Fop |
For |
Fos |
Fot |
Fou |
Fov |
Fow |
Fox |
Foy |
Foz
Die Liste der Biografien führt alle Personen auf, die in der deutschsprachigen Wikipedia einen Artikel haben. Dieses ist eine Teilliste mit 93 Einträgen von Personen, deren Namen mit den Buchstaben „Foc“ beginnt.

## Foc

### Foca
- Focaccia, Piero (* 1944), italienischer Sänger
- Focan, Önder (* 1955), türkischer Jazzmusiker (Gitarre, Komposition, Arrangement)
- Focardi Mazzocchi, Francisco (1949–2022), italienischer römisch-katholischer Ordensgeistlicher, Apostolischer Vikar von Camiri
- Focardi, Sergio (1932–2013), italienischer Physiker und Hochschullehrer
- Focas, Jean (1909–1969), griechisch-französischer Astronom
- Focás, Spiros (1937–2023), griechischer Schauspieler

### Focc
- Foccart, Jacques (1913–1997), französischer Politiker
- Foccroulle, Bernard (* 1953), belgischer Komponist, Organist und Intendant

### Foch
- Foch, Ferdinand (1851–1929), Marschall von Frankreich im Ersten WeltkriegFerdinand Foch (1851–1929)

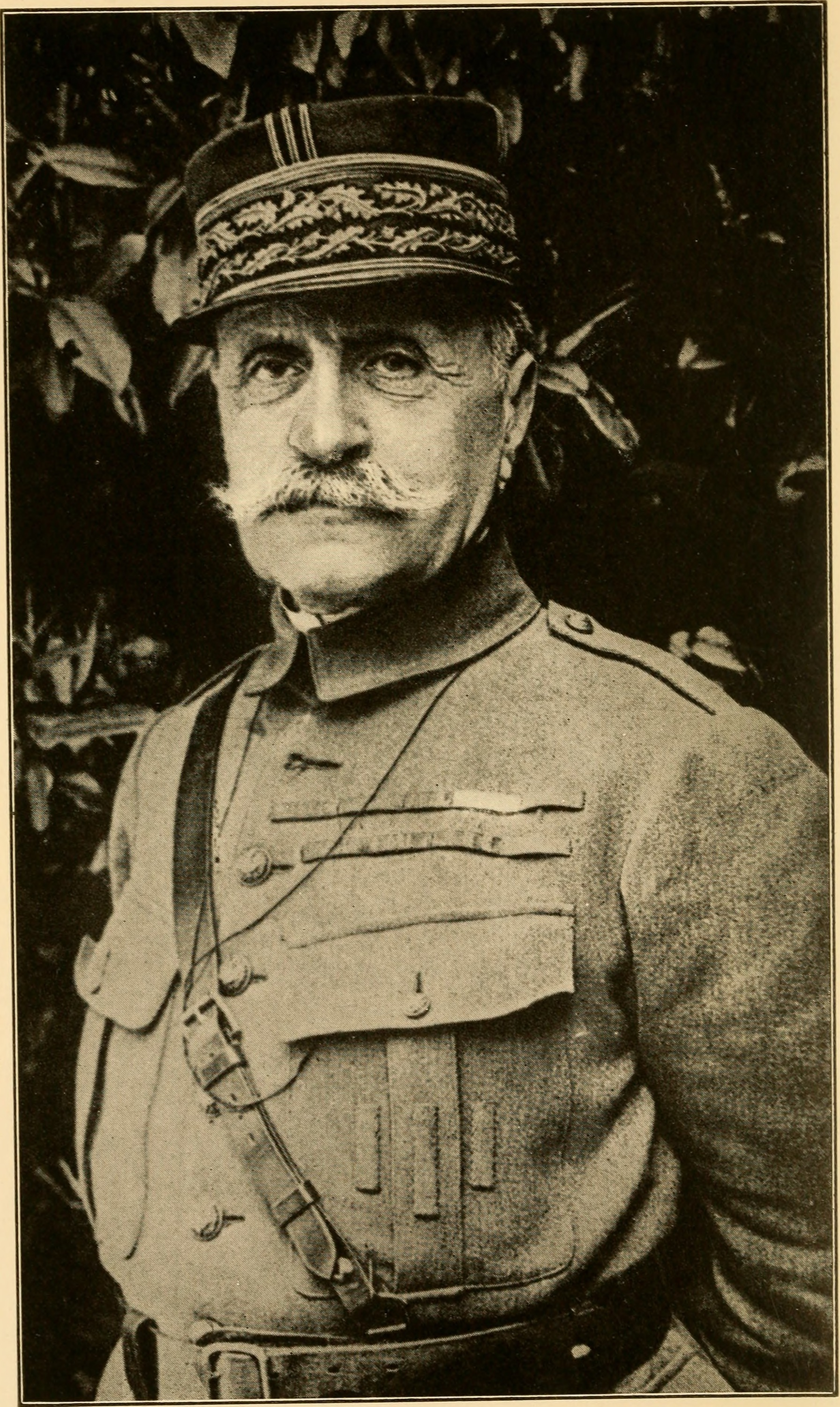
Ferdinand Foch (1851–1929)

- Foch, Nina (1924–2008), US-amerikanische Film- und Theaterschauspielerin niederländischer Herkunft
- Focher, Johannes (* 1990), deutscher Fußballtorhüter
- Föcher, Matthias (1886–1967), deutscher Gewerkschafter und Politiker (Zentrum, CDU), MdL
- Focherini, Odoardo (1907–1944), italienischer Versicherungsangestellter, Publizist, Gerechter unter den Völkern, Seliger der römisch-katholischen Kirche
- Fochler, Karl (1898–1982), österreichischer Schauspieler
- Fochler, Martin (* 1946), deutscher Chemielaborant, Parteifunktionär
- Fochler, Rudolf (1914–2001), österreichischer Redakteur, Moderator, Pädagoge, Musiker und Volkskundler
- Fochler, Svend (* 1966), deutscher Fußballspieler
- Fochler-Frömel, Lotte (1884–1972), österreichische Designerin
- Fochler-Hauke, Gustav (1906–1996), deutscher Geograph
- Focht, Benjamin K. (1863–1937), US-amerikanischer Politiker
- Focht, Dan (* 1977), kanadischer Eishockeyspieler
- Focht, John A. (1923–2010), US-amerikanischer Geotechniker

### Foci
- Fočić, Adnan (* 1966), jugoslawischer Fußballspieler und -trainer
- Focillon, Henri (1881–1943), französischer Kunsthistoriker und Hochschullehrer

### Fock
- Fock Tave, Vivianne, Diplomatin von den Seychellen
- Fock, Bror (1888–1964), schwedischer Langstreckenläufer
- Fock, Carsten (* 1968), deutscher Künstler
- Fock, Dirk (1858–1941), niederländischer Rechtsanwalt, Politiker und Gouverneur
- Fock, Dirk (1886–1973), niederländischer Dirigent und Komponist
- Fock, Ernst (1883–1967), deutscher Naturwissenschaftler, Pädagoge und Schulbuchautor
- Fock, Gorch (1880–1916), deutscher Dichter und ErzählerGorch Fock (1880–1916)

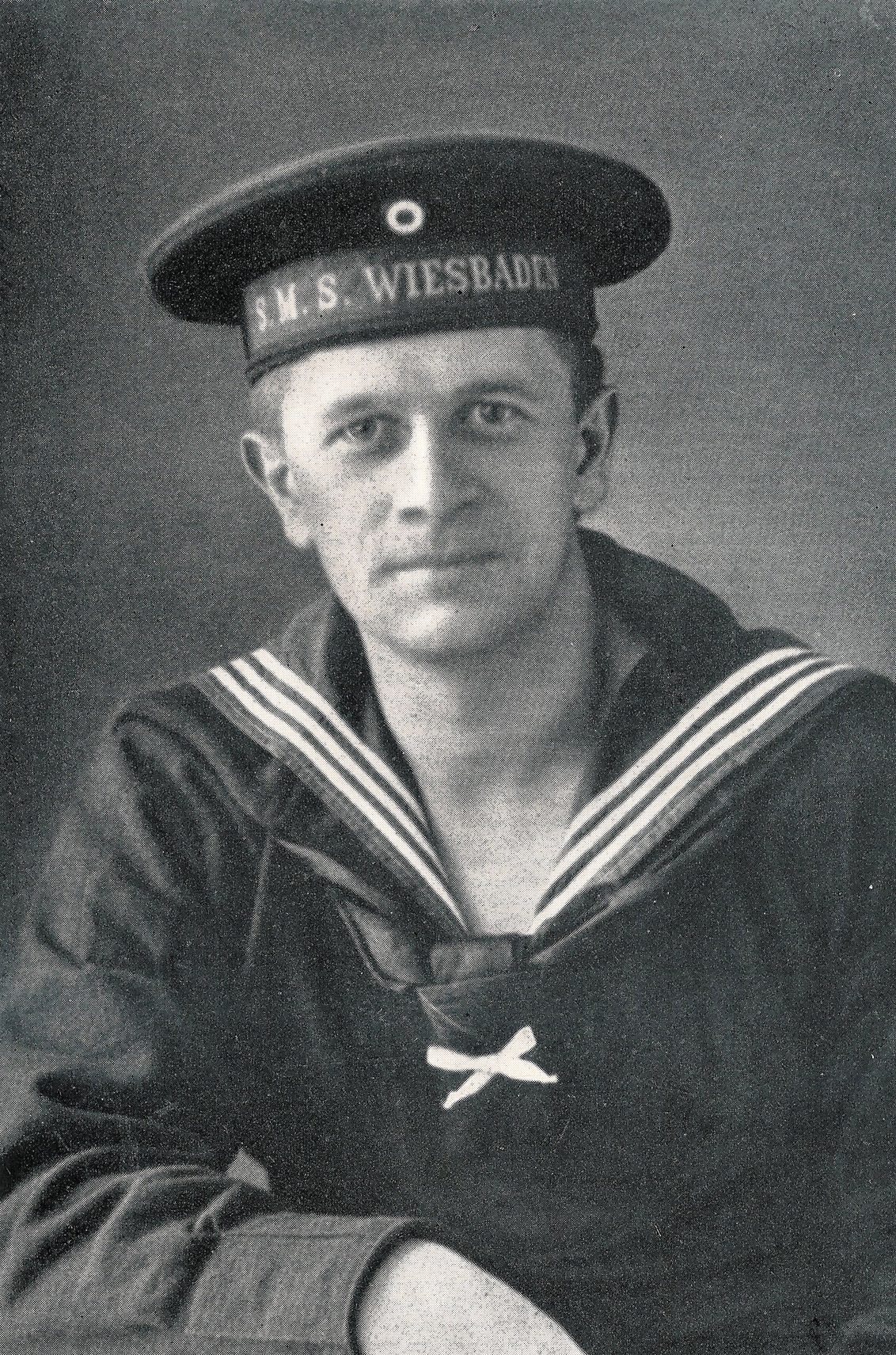
Gorch Fock (1880–1916)

- Fock, Gustav (1854–1910), deutscher Verleger
- Fock, Gustav (1893–1974), deutscher Musikwissenschaftler und Orgelkundler
- Fock, Hermann (1634–1701), Kaufmann und Ratsherr der Hansestadt Lübeck
- Fock, Hinnerk (1943–2025), deutscher Bezirksamtsleiter von Hamburg-Altona und Politiker (FDP)Hinnerk Fock (1943–2025)

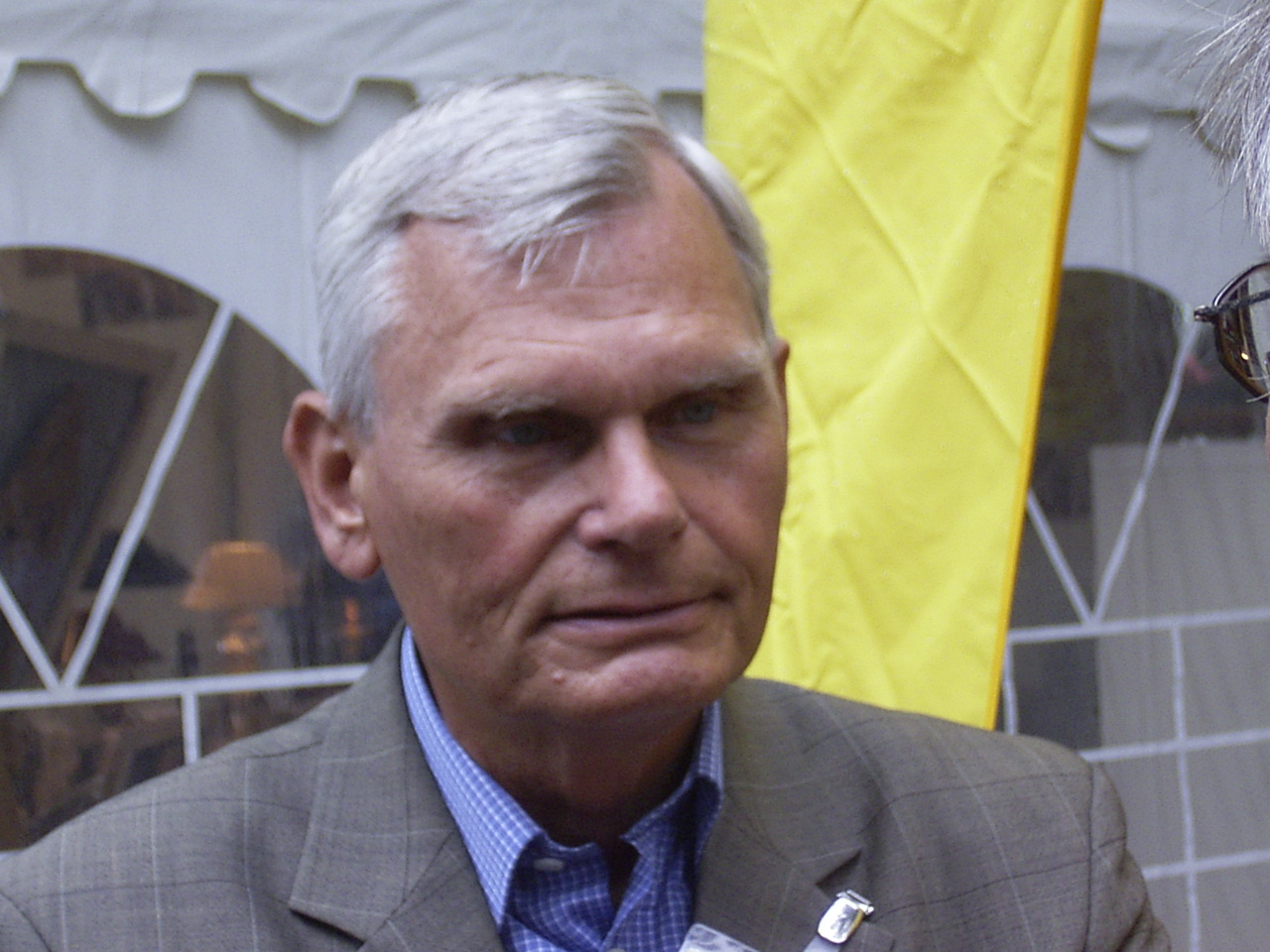
Hinnerk Fock (1943–2025)

- Fock, Jan-Hinrich (* 1946), deutscher Politiker (SPD), MdHB
- Fock, Jenő (1916–2001), ungarischer kommunistischer Politiker und Ministerpräsident
- Fock, Johann Georg (1757–1835), dänischer evangelisch-lutherischer Geistlicher
- Fock, Johannes (1910–1986), deutscher Bibliothekar
- Fock, Josephine (* 1965), dänische Juristin und Politikerin
- Fock, Klaus (* 1947), deutscher Fußballspieler
- Fock, Manfred (* 1943), deutscher Pianist und Musikpädagoge
- Fock, Michael (* 1958), deutscher Jurist und Präsident des Landessozialgericht
- Fock, Otto (1819–1872), deutscher Theologe und Landeshistoriker
- Fock, Wladimir Alexandrowitsch (1898–1974), russischer Physiker
- Focke, Albert (1947–2014), deutscher Politiker (CDU)
- Focke, Albrecht, deutscher Offizier
- Focke, Ansgar (* 1982), deutscher Politiker (CDU), MdL
- Focke, August Adolf (1817–1885), deutscher Kaufmann und Stifter
- Focke, Barbara (* 1945), deutsche Schauspielerin und Regisseurin
- Focke, Dieter (* 1955), deutscher Bankkaufmann und bremischer Landespolitiker (CDU), MdBB
- Focke, Fré (1910–1989), niederländischer Pianist und Komponist
- Focke, Friedrich (1890–1970), deutscher klassischer Philologe und Hochschullehrer
- Focke, Gerd (1927–2016), deutscher Dramaturg, Regisseur, Schriftsteller und Schauspieler
- Focke, Gustav Woldemar (1810–1877), deutscher Arzt und Naturforscher
- Focke, Harald (* 1950), deutscher Autor
- Focke, Heinrich von (1673–1730), deutscher Verwaltungsjurist und Domherr
- Focke, Henrich (1890–1979), deutscher Ingenieur und Unternehmer, Flugzeug- und Hubschrauberkonstrukteur
- Focke, Hermann (1865–1951), deutscher Politiker (ThLB)
- Focke, Hermann (1924–2020), deutscher Bildhauer, Zeichner und Maler
- Focke, Ilse (1909–1976), österreichische Romanistin und Gerechte unter den Völkern
- Focke, Johann (1848–1922), Syndicus des Bremer Senats und Museumsgründer
- Focke, Johann Heinrich (1843–1916), deutscher Diplomat
- Focke, Joseph (1906–1990), deutscher Tierarzt und Kommunalpolitiker (CDU)
- Focke, Julius (1872–1937), deutscher Kaufmann und Kunstfreund
- Focke, Katharina (1922–2016), deutsche Politikerin (SPD), MdL, MdB, MdEPKatharina Focke (1922–2016)

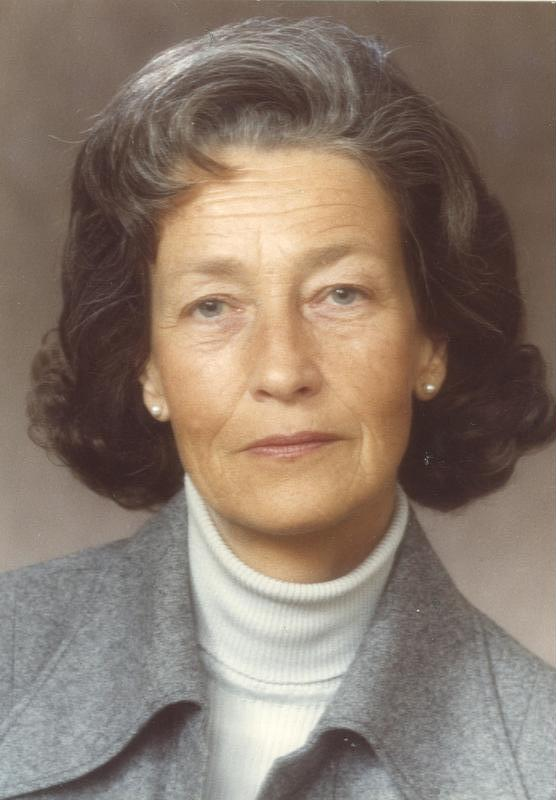
Katharina Focke (1922–2016)

- Focke, Rudolf (1852–1918), deutscher Bibliothekar
- Focke, Tim (* 1979), deutscher Wasserballspieler und -trainer
- Focke, Wilhelm († 1951), deutscher Ingenieur
- Focke, Wilhelm (1878–1974), deutscher Maler, Bildhauer, Flugzeugpionier, Erfinder, Poet und Fußballpionier
- Focke, Wilhelm Olbers (1834–1922), deutscher Arzt und Botaniker
- Focke, Willy (* 1949), deutscher Komponist
- Focke-Genowa, Germana (1905–1992), bulgarische Architektin
- Fockedey, Hippolyte (1804–1876), französischer Fotopionier
- Fockele, Frank (* 1950), deutscher Autor und Musiker
- Fockema Andreae, Sybrand Johannes (1844–1921), niederländischer Rechtshistoriker
- Focken, Hayno (1867–1940), deutscher Buchhändler und Dichter
- Focken, Hayno (1905–1968), deutscher Metallbildner und Silberschmied
- Focken, Heinrich (1898–1992), deutscher Widerstandskämpfer gegen den Nationalsozialismus sowie Kommunalpolitiker
- Focken, Robert (* 1963), deutscher Schriftsteller
- Fockena, Uko († 1432), ostfriesischer Häuptling
- Fockenberg, Winfried (1945–2024), deutscher Jurist und Politiker (CDU), MdB
- Föckerer, Karl (1814–1886), deutscher Politiker (DFP), MdR
- Fockhy, Daniel (1626–1695), Bürgermeister von Wien
- Föcking, Friederike (* 1964), deutsche Politikerin (CDU), MdHB
- Föcking, Marc (* 1962), deutscher Romanist und Literaturwissenschaftler
- Focking, Therese (1828–1911), deutsche Fröbelpädagogin und Kinderbuchautorin
- Föckler, Knut (* 1949), deutscher Wirtschaftsmanager
- Föckler, Werner (* 1945), deutscher Fußballschiedsrichter
- Focks, Annette (* 1964), deutsche KomponistinAnnette Focks (* 1964)

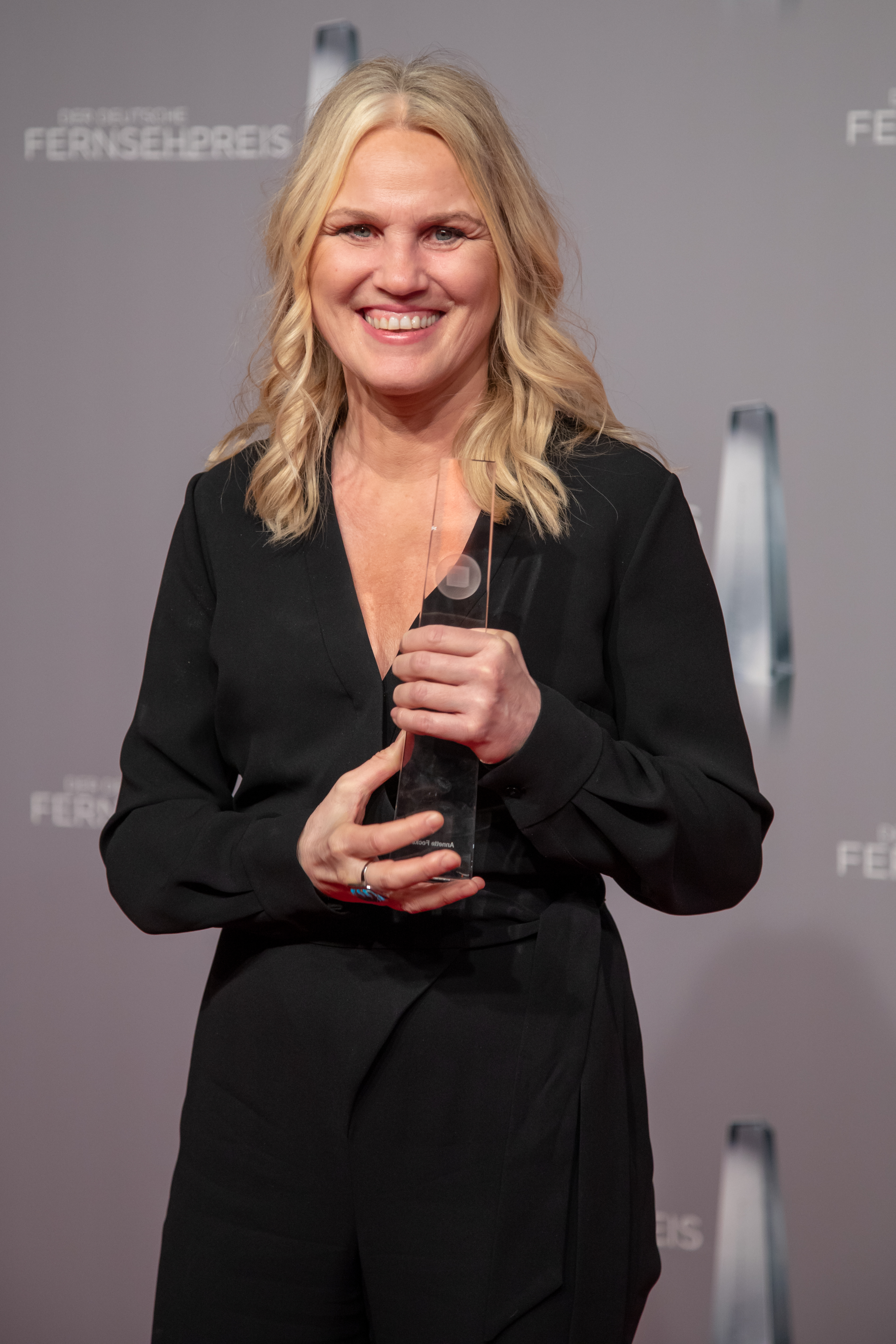
Annette Focks (* 1964)

### Foco
- Foco, Tibor (* 1956), österreichischer Motorradrennfahrer und mutmaßlicher Prostituiertenmörder
- Foconi, Alessio (* 1989), italienischer Florettfechter

### Focq
- Focquenbroch, Willem Godschalck van, niederländischer Dichter und Dramatiker